# Salanx
Salanx is een geslacht van straalvinnige vissen uit de familie van ijsvissen (Salangidae).

## Soorten
- Salanx ariakensis Kishinouye, 1902
- Salanx chinensis (Osbeck, 1765)
- Salanx cuvieri Valenciennes, 1850
- Salanx prognathus (Regan, 1908)